# Amalbek Tschanow
Amalbek Qosybaquly Tschanow (kasachisch Амалбек Қозыбақұлы Тшанов, russisch Амалбек Козыбакович Тшанов Amalbek Kosybakowitsch Tschanow; * 4. April 1943 in Sowetskoje, Kasachische SSR) ist ein ehemaliger kasachischer Politiker.

## Leben
Amalbek Tschanow wurde 1943 im Dorf Sowetskoje (heute Qaratöbe) im heutigen Bezirk Töle Bi im Gebiet Türkistan geboren. Er machte 1979 einen Hochschulabschluss in Maschinenbau am Kasachischen Institut für chemische Technologie in Tschimkent.
Seine berufliche Laufbahn begann Tschanow 1958 an einer Sekundarschule in seinem Heimatdorf. 1961 arbeitete er für kurze Zeit für das Zementwerk in Tschimkent. In den folgenden Jahren war er für unterschiedliche Unternehmen in der Region tätig.
Nach der Unabhängigkeit Kasachstans wurde Tschanow am 21. Februar 1992 zum Leiter der Stadtverwaltung der Stadt Schymkent ernannt. Bereits am 15. Dezember 1993 wurde er auf diesem Posten abgelöst und wenig später stellvertretender Vorsitzender des Ausschusses für Industrie, Energie, Verkehr und Kommunikation im Obersten Rat der Republik Kasachstan. Im Oktober 1994 wurde er als Minister für Bauwesen, Wohnungswesen und Landentwicklung Teil der kasachischen Regierung im Kabinett von Premierminister Äkeschan Qaschygeldin. Im Oktober des folgenden Jahres schied er aus der Regierung wieder aus, da er Mitglied des Zentralkomitees der Demokratischen Partei Kasachstans wurde. Im Oktober 1997 wurde er zum Äkim (Gouverneur) des Gebietes Schambyl ernannt. Diesen Posten behielt er bis Januar 1998. Ab 1999 war er Abgeordneter in der Mäschilis, dem kasachischen Parlament. Ab Oktober 2004 war er hier Mitglied des Ausschusses für auswärtige Angelegenheiten, Verteidigung und Sicherheit.